# 多布拉河 (庫帕河支流)
多布拉河是克羅地亞的河流，位於該國中部卡爾洛瓦茨縣，屬於庫帕河的支流，河道全長104公里，平均流量每秒31立方米，發源自狄那裡克阿爾卑斯山脈北部，河道上有水力發電站和人工湖泊。
45°32′58″N 15°31′25″E / 45.5493697354°N 15.5236816406°E